# Закон України «Про правотворчу діяльність»
Закон України "Про правотворчу діяльність" прийнятий 24 серпня 2023 року визначає правові та організаційні засади правотворчої діяльності, принципи і порядок її здійснення, учасників правотворчої діяльності, правила техніки нормопроектування, порядок здійснення обліку нормативно-правових актів, а також правила дії нормативно-правових актів, усунення прогалин, подолання колізій у нормативно-правових актах,  та здійснення контролю за реалізацією нормативно-правових актів.
Основні положення закону набираюь чинності з дня, наступного за днем його опублікування, та вводиться в дію через один рік з дня припинення або скасування воєнного стану в Україні.

## Суб’єкти правотворчої діяльності
Суб’єктами правотворчої діяльності є органи державної влади, органи місцевого самоврядування, їх посадові особи та інші суб’єкти, наділені  Конституцією України або іншим  законом повноваженнями щодо прийняття (видання) нормативно-правових актів, а саме:
1) Український народ на всеукраїнському референдумі;
2) Верховна Рада України;
3) Президент України;
4) Кабінет Міністрів України;
5)  міністерства;
6) інші органи державної влади  та  місцевого самоврядування.

## Основні концепти та положення  закону
Законом закріплені основні принципи правотворчої діяльності. Серед таких принципів, окрім верховенства права, на законодавчому рівні, чи не вперше названий принцип пропорційності. Слушно, що суб’єктами правотворчої діяльності перш за все названо Український народ на всеукраїнському референдумі, що відповідає ідеям народовладдя.
Даний закон слушно уточнює та конкретизує важливі правничі дефініції, а саме:
«Законодавство України – це взаємопов’язана та упорядкована система нормативно-правових актів України і чинних міжнародних договорів» (ч. 1 ст. 9).
«Закон – це нормативно-правовий акт, прийнятий Верховною Радою України та (або) на всеукраїнському референдумі в установленому Конституцією України та законом порядку, що регулює найбільш важливі суспільні відносини». ( ч. 1 ст. 10).
Кодекс – це закон, який створений шляхом систематизації норм права, містить загальні засади, на підставі яких комплексно регулює однорідну сферу суспільних відносин, забезпечуючи стабільність правового регулювання.
«Норма права – це загальнообов’язкове формально визначене правило поведінки, що регулює суспільні відносини, яке охороняється і забезпечується державою» ( ч. 1 ст. 8).
«Правова прогалина – це повна або часткова відсутність норми права, що не забезпечує завершеність правового регулювання відповідних суспільних відносин» ( ч. 1 ст. 65).
Закріплена юридична сила та ієрархія нормативно-правових актів:
1) Конституція України в системі нормативно-правових актів України має найвищу юридичну силу і є обов’язковою до виконання на території України;
2) чинні міжнародні договіри  України, згода на обов’язковість яких надана Верховною Радоюа України, укладаються відповідно до Конституції України та мають на території України вищу юридичну силу, ніж інші нормативно-правові акти, і є обов’язковими до виконання на території України;
3) Закони України приймаються на основі Конституції України, чинних міжнародних договорів України, згода на обов’язковість яких надана Верховною Радою України, мають на території України вищу юридичну силу, ніж підзаконні нормативно-правові акти, і є обов’язковими до виконання на території України.
Внесення змін до нормативно-правових актів чи їх структурних елементів, які було визнано такими, що втратили чинність, не допускається.
Закон визначає, що «усунення правової прогалини шляхом прийняття (видання) нормативно-правового акта нижчої юридичної сили не допускається» ( ч. 2 ст. 65).

## Див також
Право
Правотворча діяльність
Законодавство України
Закон України
Закони України
Офіційно-діловий стиль мовлення